# Loudenvielle (commune déléguée)
Cet article possède un paronyme, voir Loudervielle.
Loudenvielle (en occitan Lodenvièla) est une ancienne commune française des Hautes-Pyrénées, en région Occitanie.
Le 1er janvier 2016, à la suite de sa fusion avec la commune d'Armenteule, elle est devenue une commune déléguée au sein de la commune nouvelle de Loudenvielle.
C'est une des communes du Pays d'art et d'histoire des vallées d'Aure et du Louron.

## Géographie

### Situation
C'est une commune pyrénéenne, située à 36 kilomètres au sud de Lannemezan et à 15 kilomètres à l'ouest de Bagnères-de-Luchon. Elle se trouve dans le Pays d'Aure, dans la vallée du Louron.

### Communes limitrophes

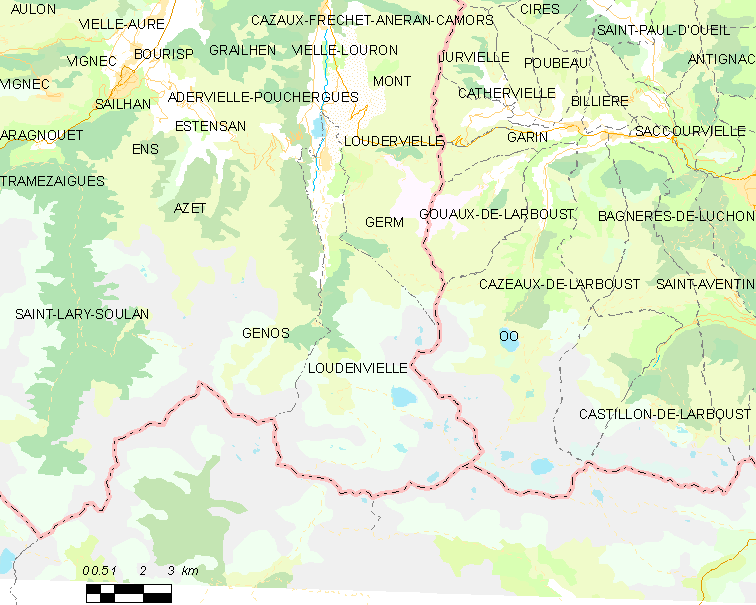
Carte de la commune de Loudenvielle et des proches communes.

| Adervielle-Pouchergues     | Estarvielle                 | Loudervielle |
| Génos                      | Loudenvielle                | Germ         |
| Gistaín (Aragon / Espagne) | Benasque (Aragon / Espagne) | Oô (31)      |

### Hydrographie
La commune est arrosée par la Neste du Louron, formée par la réunion (au lieudit Pont du Prat, 1 230 m d'altitude) de la Pez et de la Neste de Clarabide. Celle-ci a pour principal affluent (au lieudit la Soula, 1 630 m) le ruisseau de Caillauas. La Clarabide traverse des gorges notables (accessibles seulement à pied) sur environ deux kilomètres en aval de la Soula et en amont de Pont du Prat.
On trouve un certain nombre de lacs : notamment ceux des Isclots (2 330 m) et de Caillauas (lac de retenue, 2 150 m) sur le Caillauas et de Pouchergues (lac de retenue, 2 100 m) sur la Clarabide. Le lac de Génos-Loudenvielle (lac de retenue) est partagé entre les deux communes, Loudenvielle détenant 1/5 de sa superficie sur la rive droite.
En amont du lac de Génos-Loudenvielle, la Neste du Louron (7 km du Pont du Prat au lac) sert de limite entre les deux communes, sauf dans un secteur au niveau du bourg de Loudenvielle où la commune déborde sur la rive gauche. En amont du Pont du Prat, la limite suit la Neste de Clarabide sur un kilomètre, puis s'en écarte pour rejoindre le pic du Midi de Génos.
L'hydrographie du secteur a permis un équipement hydroélectrique conséquent : la SHEM (Société hydroélectrique du Midi, groupe GDF Suez) contrôle les retenues de Caillauas et Pouchergues et les usines de la Soula, Tramezaygues (Pont de Prat, commune de Génos) et Pont de Prat ; l'ensemble, créé en 1929-1932, est particulièrement connu à cause du téléphérique qui relie le site de Tramezaygues à celui de la Soula (téléphérique Bleichert). EDF détient l'usine de Loudenvielle, située à 1 km en amont du bourg.

### Relief
L'altitude minimale de la commune est d'environ 950 m (lac de Génos-Loudenvielle). Vers le sud elle s'étend jusqu'à la ligne des crêtes qui forme la frontière franco-espagnole et inclut nombre de sommets élevés : 
- à l'intérieur de la commune : pic de Hourgade (2 954 m), pic de Belle Sayette, pic des Pichardières (2 550 m), pic des Estiouères (2 600 m), etc. ;
- à la limite de la commune à l'ouest : pic du Midi de Génos (2445 m), pic des Bacherets (2 880 m), etc. ;
- à la limite de la commune à l'est : pic des Gourdons, des Spijeoles, des Isclots, des Hermitans, etc. ;
- à la frontière, d'ouest en est : pic de l'Abeillé, Petit Batchimale, Grand Batchimale (ou pic Schrader ou pic Pétard, 3 174 m), pic d'Aigues Tortes (2 800 m), pics de Clarabide (ou de Pouchergues, 3 000 m), pic des Gourgs Blancs, etc.

Cette ligne de crêtes comporte quelques passages (« ports ») permettant de se rendre en Espagne (sentiers muletiers), utilisés autrefois pour le commerce avec ce pays (laine) et pendant la Seconde Guerre mondiale par des résistants ou réfugiés (monument au Pont du Prat).
La vallée de la Neste du Louron est encadrée par des sommets moins élevés, atteignant tout de même 1 700 m à l'est comme à l'ouest.

### Communications
Le réseau routier est limité à trois axes :
- une route part vers Génos et Arreau par la rive gauche de la Neste ; à Génos, une route monte vers le col d'Azet et la vallée d'Aure ;
- une route part sur la rive droite vers Aranvielle, Armenteule, Estarvielle, rejoignant la précédente à Avajan ; d'Estarvielle, part la route vers le col de Peyresourde et la vallée de Luchon ;
- une route remonte la vallée sur la rive droite jusqu'au Pont de Prat.

## Toponymie
On trouvera les principales informations dans le Dictionnaire toponymique des communes des Hautes Pyrénées qui indique notamment les dénominations successives du village :
- De Lodunvilla (latin, 1387, dans le pouillé du Comminges) ;
- Loudemviele (1694, dans les registres paroissiaux).

Son nom en occitan est Lodenvièla.
Le suffixe « -vielle », très fréquent dans la vallée, est un dérivé du latin villa (exploitation agricole).

## Histoire
Loudenvielle a reçu trois fois l'arrivée d'une étape du Tour de France en 1997, 2003 et 2007, ce qui est unique pour commune aussi peu peuplée.

### Quelques dates
- 15 novembre 1540 : le seigneur de Montespan confirme leurs droits aux communautés de Loudenvielle et d'Armenteule[3].
- 1806 : réunion des communes de Loudenvielle et d'Aranvielle[4].
- 1975 : mise en service du lac de barrage de Génos-Loudenvielle.
- 2018: réunion de Loudenvielle et Armenteule

### Cadastre de Loudenvielle
Le plan cadastral napoléonien de Loudenvielle est consultable sur le site des archives départementales des Hautes-Pyrénées.

## Administration
Loudenvielle fait partie de l'arrondissement de Bagnères-de-Bigorre et du canton de Neste, Aure et Louron.

### Les maires de Loudenvielle
| Période                                  | Période       | Identité      | Étiquette | Qualité                                                      |
| ---------------------------------------- | ------------- | ------------- | --------- | ------------------------------------------------------------ |
| mars 1977                                | 2011          | Michel Pélieu | PRG       | Président du conseil général des Hautes-Pyrénées depuis 2011 |
| 2011                                     | décembre 2015 | Noël Lacaze   |           |                                                              |
| Les données manquantes sont à compléter. |               |               |           |                                                              |

| Période                                  | Période  | Identité    | Étiquette | Qualité |
| ---------------------------------------- | -------- | ----------- | --------- | ------- |
| janvier 2016                             | En cours | Noël Lacaze |           |         |
| Les données manquantes sont à compléter. |          |             |           |         |

### Intercommunalité
Loudenvielle appartient à la communauté de communes Aure Louron, créée au 1er janvier 2017 et qui comprend 47 communes.

### Services publics
La commune de Loudenvielle  dispose d'une agence postale.

## Démographie
L'évolution du nombre d'habitants est connue à travers les recensements de la population effectués dans la commune depuis 1793. À partir du 1er janvier 2009, les populations légales des communes sont publiées annuellement dans le cadre d'un recensement qui repose désormais sur une collecte d'information annuelle, concernant successivement tous les territoires communaux au cours d'une période de cinq ans. 
Pour les communes de moins de 10 000 habitants, une enquête de recensement portant sur toute la population est réalisée tous les cinq ans, les populations légales des années intermédiaires étant quant à elles estimées par interpolation ou extrapolation. Pour la commune, le premier recensement exhaustif entrant dans le cadre du nouveau dispositif a été réalisé en 2007,.
En 2013, la commune comptait 229 habitants, en évolution de −25,65 % par rapport à 2008 (Hautes-Pyrénées : −0,31 %, France hors Mayotte : +2,49 %).
| 1793 | 1800 | 1806 | 1821 | 1831 | 1836 | 1841 | 1846 | 1851 |
| ---- | ---- | ---- | ---- | ---- | ---- | ---- | ---- | ---- |
| 337  | 335  | 347  | 355  | 376  | 401  | 397  | 401  | 391  |

| 1856 | 1861 | 1866 | 1872 | 1876 | 1881 | 1886 | 1891 | 1896 |
| ---- | ---- | ---- | ---- | ---- | ---- | ---- | ---- | ---- |
| 372  | 352  | 347  | 341  | 349  | 403  | 407  | 414  | 385  |

| 1901 | 1906 | 1911 | 1921 | 1926 | 1931 | 1936 | 1946 | 1954 |
| ---- | ---- | ---- | ---- | ---- | ---- | ---- | ---- | ---- |
| 404  | 419  | 417  | 332  | 290  | 485  | 283  | 261  | 209  |

| 1962 | 1968 | 1975 | 1982 | 1990 | 1999 | 2007 | 2011 | 2013 |
| ---- | ---- | ---- | ---- | ---- | ---- | ---- | ---- | ---- |
| 181  | 182  | 142  | 189  | 219  | 261  | 282  | 261  | 229  |

## Économie et tourisme
La commune abrite de nombreuses résidences de villégiature (résidences secondaires, gîtes), un office du tourisme.
Elle est proche des stations de sports d'hiver de Val Louron (à l'ouest) et de Peyragudes (à l'est, avec laquelle elle est reliée par Skyvall ). Mais le tourisme d'été est aussi important avec des sentiers de randonnée et une école de parapente.
À l'entrée du village se situe Balnéa, un complexe thermoludique qui est le premier complexe de détente en eau thermale des Pyrénées française[réf. nécessaire].

## Culture locale et patrimoine

### Lieux et monuments

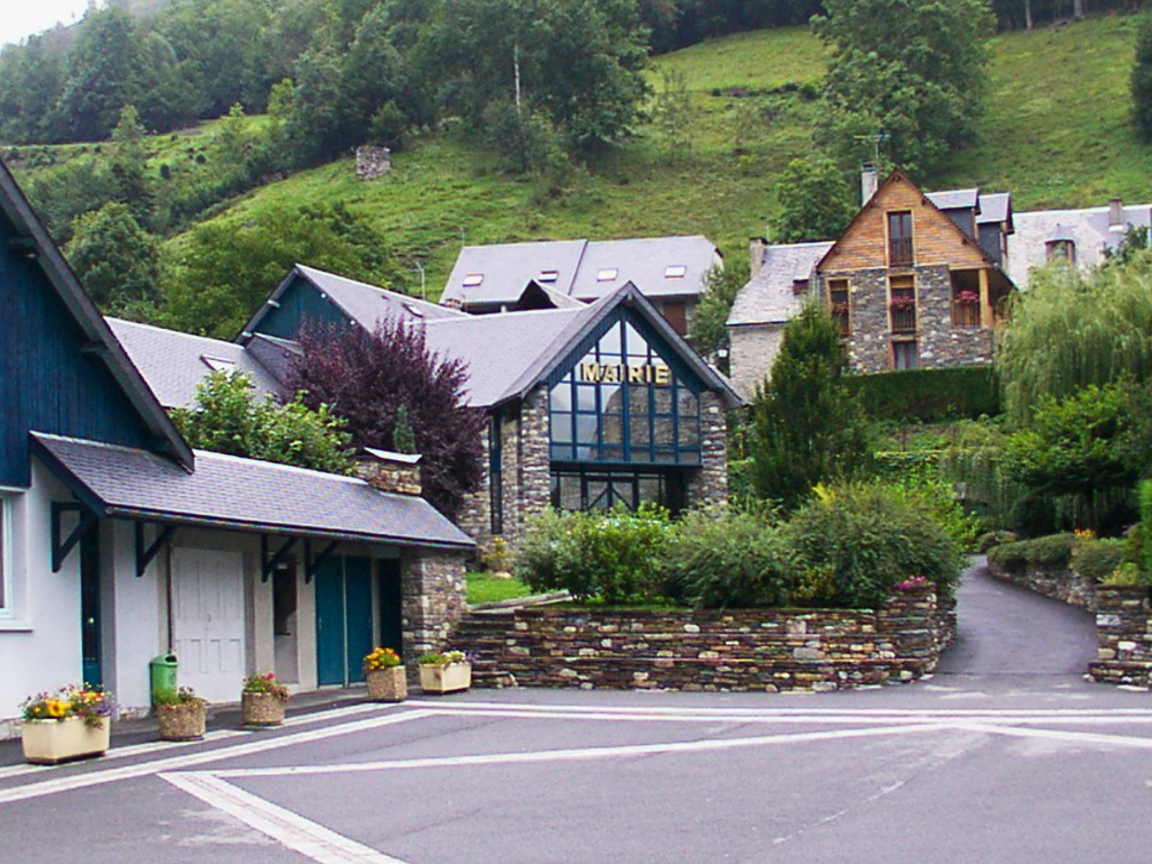
La mairie.

- Église Saint-Just-et-Saint-Pasteur de Loudenvielle (église paroissiale).
- Église Saint-Martin d'Aranvielle.
- Le lac de Génos-Loudenvielle.
- Les Granges d'Ourcibats : une suite d'une dizaine d'anciennes granges (devenues résidences secondaires) le long de la route du Pont du Prat.
- Le site religieux d'Artiguelongue (un peu plus loin sur la même route) comprend une chapelle basse (ancienne), un chemin de croix, une chapelle haute (construite en 1936) et une statue de Notre-Dame sur un replat entre les deux chapelles.
- À l'extrémité aval des gorges de la Clarabide, le long du chemin en corniche, se trouve la petite chapelle de la Santeté (« la petite sainte »).

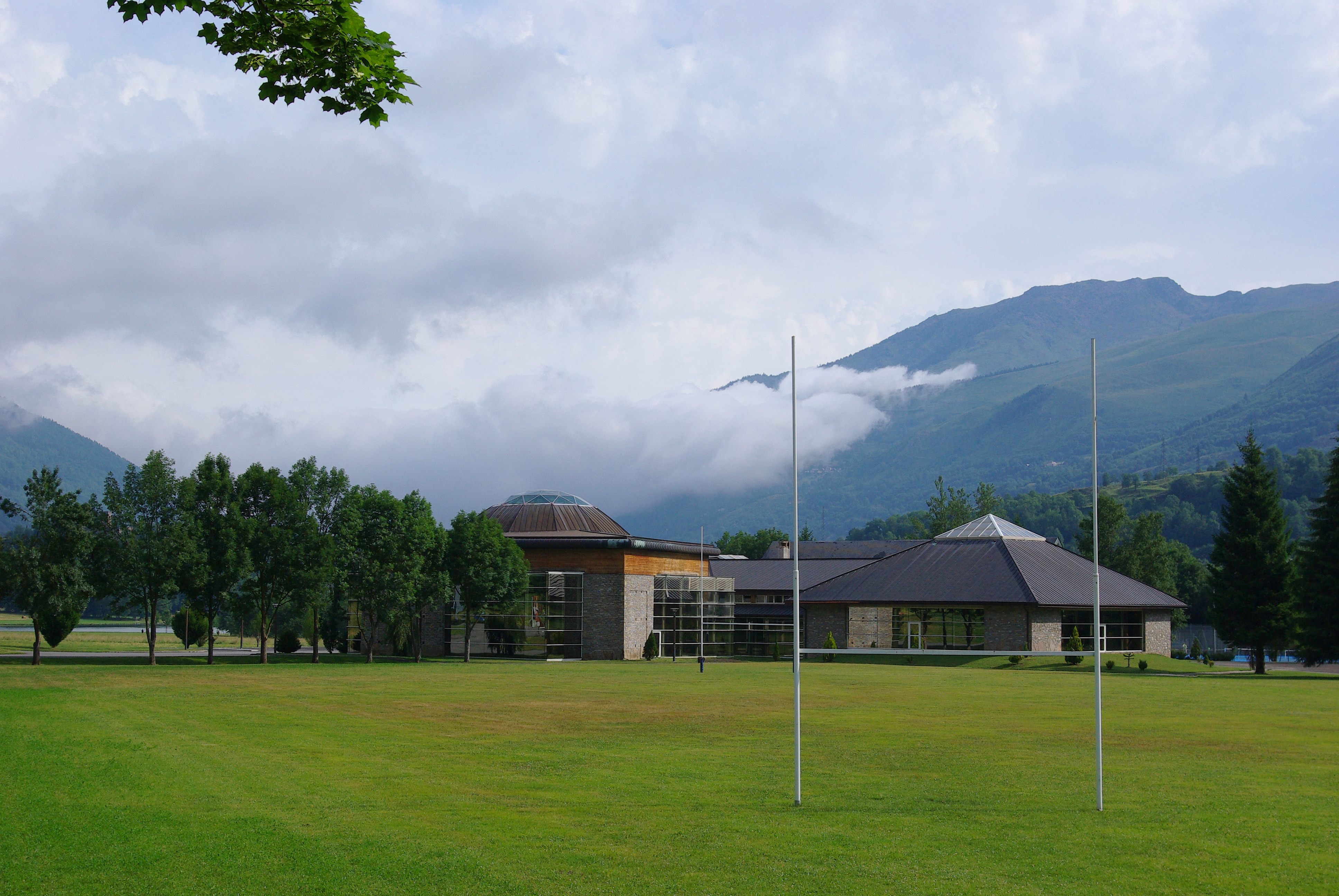
Le complexe thermoludique et le terrain de rugby.
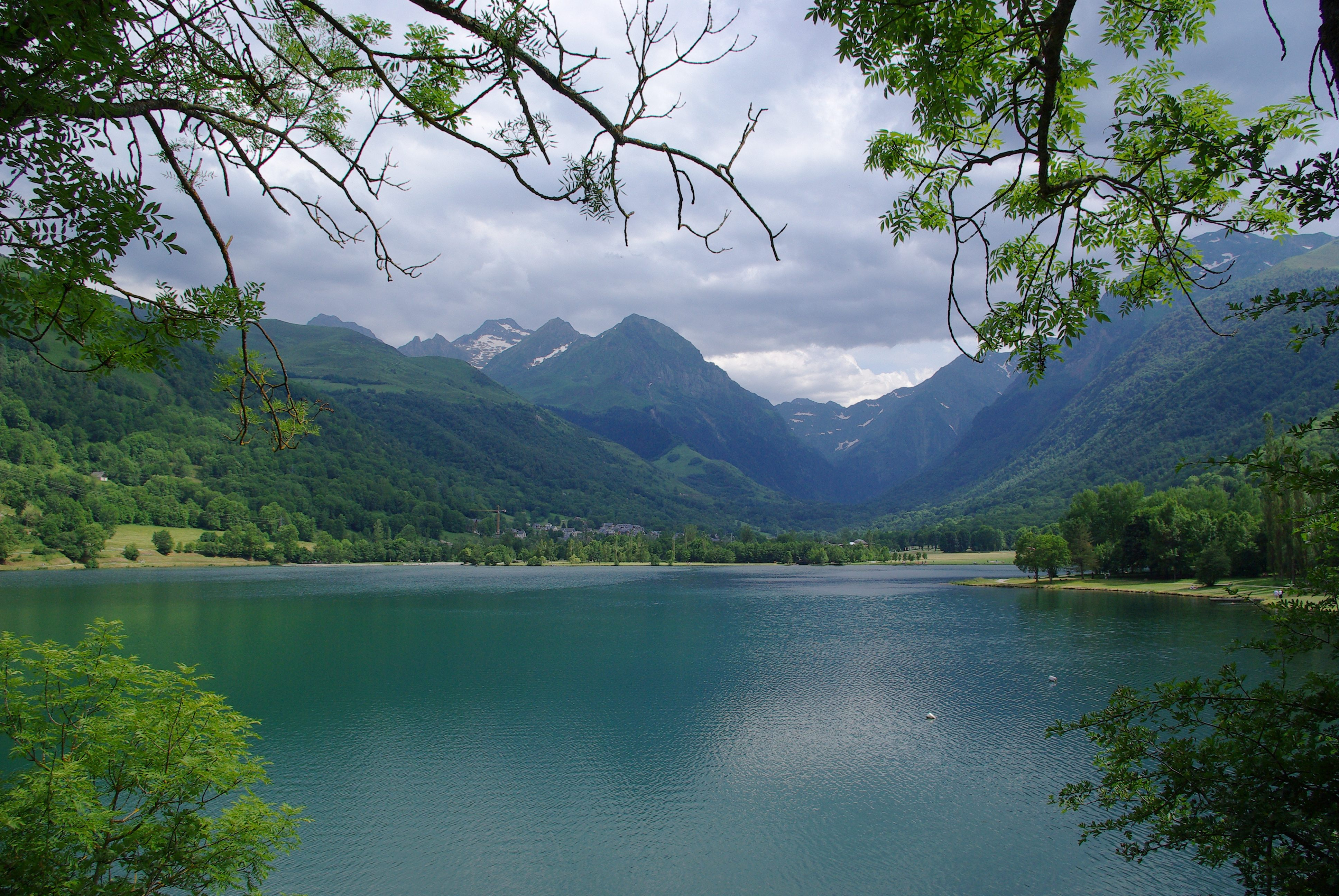
Le lac de Génos-Loudenvielle.
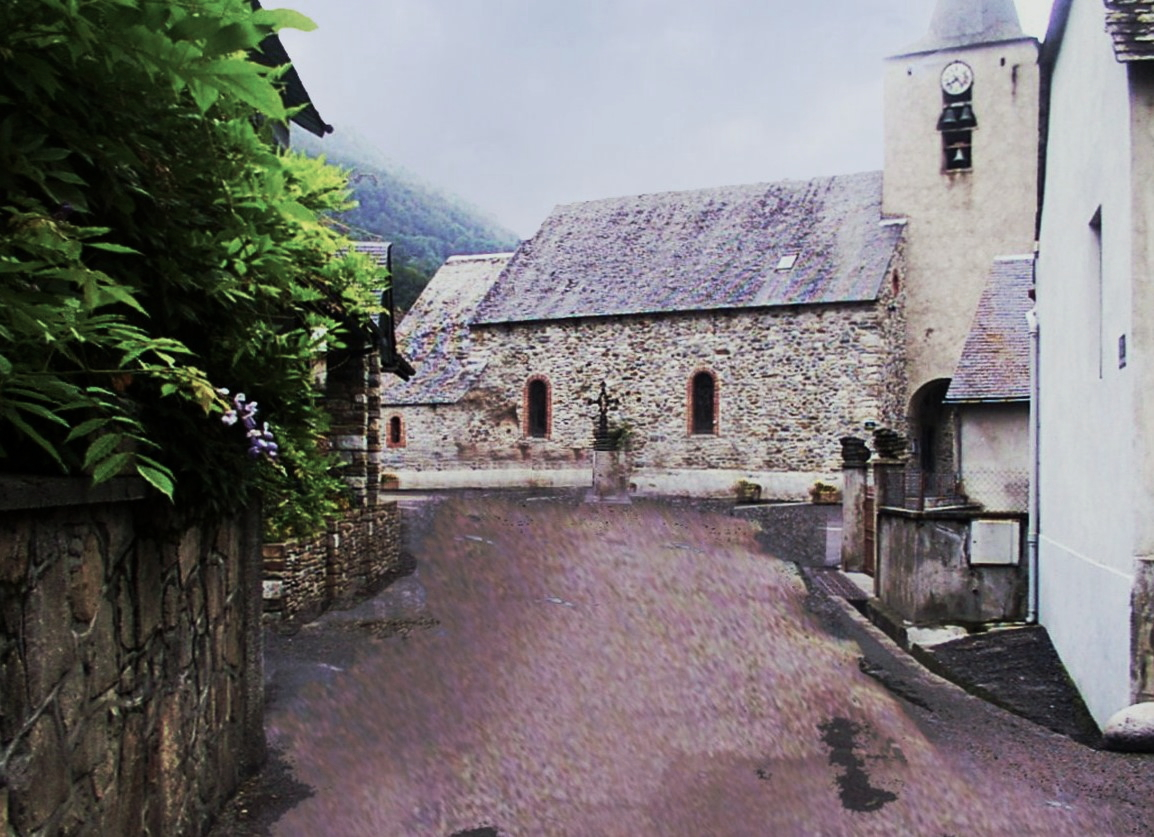
Église paroissiale de Saints-Just-et-Pasteur.

### Héraldique
| Blason | Blasonnement : D'argent au loup de sable sur un mont de sinople, surmonté d’une étoile de six rais d’or accostée de deux croissants d’azur. Commentaires : ce blason est officiel (vérifié auprès de la mairie). |